# 6977 Jaucourt
6977 Jaucourt eller 1993 OZ4 är en asteroid i huvudbältet som upptäcktes den 20 juli 1993 av den belgiske astronomen Eric W. Elst vid La Silla-observatoriet. Den är uppkallad efter fransmannen Louis de Jaucourt.
Asteroiden har en diameter på ungefär 4 kilometer.